# ویلهلم گریملمن
ویلهلم گریملمن (دانمارکی: Wilhelm Grimmelmann; ۱۵ ژانویهٔ ۱۸۹۳ – ۸ دسامبر ۱۹۵۹) ژیمناست هنری اهل دانمارک بود.